# Satan, mon amour
Pour plus de détails, voir Fiche technique et Distribution.
Satan, mon amour (The Mephisto Waltz) est un film fantastique américain de Paul Wendkos, sorti en 1971.
Il s'inscrit dans la lignée des films sur le Diable, après le succès du film Rosemary's baby en 1968.

## Synopsis
Ely, un célèbre pianiste, initie un journaliste musical, Myles Clarkson, à certaines pratiques de sorcellerie. À la mort d'Ely, l'esprit de ce dernier s'empare du corps du journaliste, qui devient du jour au lendemain, un pianiste génial. Paula, son épouse, constate des changements chez son mari et découvre qu'il a passé un pacte avec le Diable.

## Fiche technique
- Titre : Satan, mon amour
- Titre original : The Mephisto Waltz
- Réalisation : Paul Wendkos, assisté de David S. Hall
- Production : Quinn Martin, Arthur Fellows
- Scénario : Ben Maddow, d'après le roman de Fred M. Stewart
- Musique : Jerry Goldsmith
- Directeur de la photographie : William W. Spencer
- Costumes : Moss Mabry
- Maquillage : John Chambers
- Pays :  États-Unis
- Langue : anglais
- Format : Couleurs
- Genre : Fantastique
- Date de sortie :

 États-Unis : 9 avril 1971
 France : 21 juillet 1971
- Affiche : Raymond Elseviers (Belgique)

## Distribution
- Jacqueline Bisset (VF : Ginette Pigeon) : Paula Clarkson
- Alan Alda (VF : Dominique Paturel) : Miles Clarkson
- Barbara Parkins (VF : Perrette Pradier) : Roxane Delancey, la fille de Duncan
- Bradford Dillman (VF : Jacques Thébault) : Bill Delancey, l'ex-mari de Roxane
- Curd Jürgens (VF : Lui-même) : Duncan Ely, le pianiste
- William Windom (VF : René Arrieu) : Dr West
- Kathleen Widdoes (VF : Arlette Thomas) : Maggie West
- Lilyan Chauvin (VF : Nadine Alari) : la femme écrivain
- Alberto Morin : Bennett
- Berry Kroeger (VF : Pierre Leproux) : Raymont
- Terence Scammell (VF : Jean-Pierre Leroux) : Richard

Acteurs non crédités :
- Antoinette Bower (VF : Jacqueline Porel) : l'invitée chez Duncan Ely
- Frank Campanella (VF : Claude Joseph) : un détective
- Marta Kristen : une invité à la soirée
- Jeffrey Sayre (VF : Claude D'Yd) : un invité à la soirée
- Pitt Herbert (VF : Claude Joseph) : le fleuriste

## Autour du film
Le titre original du film, The Mephisto Waltz, s'inspire directement d'une œuvre pour piano de Franz Liszt, qui est interprétée dans le film par le pianiste polonais Jakob Gimpel.
La musique du film a été composée par Jerry Goldsmith qui livre pour l'occasion une œuvre atonale et dissonante particulièrement effrayante.
Le film est la seule production pour le cinéma de Quinn Martin qui avait auparavant produit les séries télévisées Le Fugitif et Les Envahisseurs.

## Sortie vidéo
Le film a eu deux éditions sur le support DVD :
- Satan, mon amour (DVD-9 Keep Case) sorti le 7 juin 2006 édité par Twentieth Century Fox et distribué par Fox Pathé Europa. Le ratio écran est en 1.85:1 panoramique 16:9. L'audio est en Français, Anglais et Italien 2.0 Dolby Digital avec sous-titres français, anglais et italiens. La durée du film est de 1 h 44 min. Pas de suppléments présents. Il s'agit d'une édition Zone 2 Pal[1].

- Satan, mon amour (DVD-9 Keep Case) sorti le 9 janvier 2013 édité par Wild Side Vidéo et distribué par Warner Home Vidéo France. Le ratio écran est en 1.85:1 panoramique 16:9. L'audio est en Français et Anglais 1.0 Dolby Digital avec sous-titres français. En supplément la bande annonce du film et un documentaire "La valse de la chair" avec un entretien d'Alain Schlockoff (13'). Il s'agit d'une édition Zone 2 Pal[2].